# Sandecja Nowy Sącz (piłka siatkowa kobiet)
STS Sandecja Nowy Sącz – polska kobieca drużyna siatkarska z Nowego Sącza, do 2009 roku będąca sekcją klubu sportowego Sandecja Nowy Sącz.